# Connor Gibbs
Connor Gibbs (nacido el 4 de mayo de 2001 en Orange County, California, EUA) es un actor infantil estadounidense. Es conocido por su papel en la serie Ghost Whisperer actúa como Aiden Lucas, el hijo de Melinda Gordon y Jim Clancy.

## Biografía
Connor Gibbs comenzó a actuar a los tres años. Después de su primera audición, esa misma semana firmó con un agente, dos comerciales y un trabajo de impresión de Eastman Kodak con el director Joe Pytka. Durante el año 2007 uno de estos anuncios se mostró en todo el mundo durante 2007, y fue galardonado en los Premios de la Academia. A partir de ahí comenzó a hacer más anuncios, puso su voz a créditos de la televisión e hizo teatro.  Ha sido nominado en tres ocasiones a los premios Young Artist Award. 

## Vida personal
Es natural de California. Tiene un hermano pequeño, Ethan Gibbs, que también es actor. Mide 1'77 metros.

## Filmografía
| Año       | Título          | Personaje      | Notas                  |
| --------- | --------------- | -------------- | ---------------------- |
| 2007      | Monk            | Niño           | 1 episodio             |
| 2007      | Candy Shop      | Jacobo         | Cortometraje           |
| 2009-2010 | Ghost Whisperer | Aiden Lucas    | Protagonista           |
| 2011      | A crush on you  | Lucas Anderson | Película de Televisión |
| 2011      | Memphis Beat    | Jack Ekler     | Episodio: At the river |
| 2016      | Modern Family   | Bowtie Kid     | Epitodio: Snow Ball    |